# 乌奴耳河
乌奴耳河位于中华人民共和国内蒙古自治区牙克石市南部，是免渡河左岸支流，发源于乌奴耳镇西南大兴安岭山脉牛房山东南麓，蜿蜒向东北流至乌奴耳镇西南汇入免渡河。河长104.9千米，流域面积2595平方千米，年均径流量0.33亿立方米。乌奴耳河河道弯曲，在浅山中穿行，河道两岸多沼泽。河源属于牛房山林场，为原始森林区。